# Nina Meurisse
Nina Meurisse (Caen, 14 novembre 1988) è un'attrice francese.
Per la sua interpretazione nel film L'Escalier, ha vinto i premi al festival di Cabourg, al festival "5 jours tout court" di Caen e al festival Vendôme. Ha inoltre vinto il Premio Humor al Festival di Houlgate per Petit traité de marketing, il premio al Festival di Grenoble per La Vie d'Anaïs e il premio Valois come migliore attrice al Festival del Film francofono d'Angoulême 2019 per il film Camille.

## Filmografia parziale

### Cinema
- Saint-Cyr, regia di Patricia Mazuy (2000)
- Accomplices, regia di Frédéric Mermoud (2009)
- Léa, regia di Bruno Rolland (2011)
- Quando meno te l'aspetti (Au bout du conte), regia di Agnès Jaoui (2013)
- I Am a Soldier, regia di Laurent Larivière (2015)
- Una vita (Une vie), regia di Stéphane Brizé (2016)
- Camille, regia di Boris Lojkine (2019)
- Petite Maman, regia di Céline Sciamma (2021)
- Il profumo dell'oro (CASH), regia di Jérémie Rozan (2023)
- Le Ravissement - Rapita (Le Ravissement), regia di Iris Kaltenbäck (2023)
- La storia di Souleymane (L'Histoire de Souleymane), regia di Boris Lojkine (2024)

### Televisione
- Glacé - miniserie televisiva (2017)
- Il Liceo Voltaire - miniserie televisiva (2021)

## Riconoscimenti
- Premio César
  - 2020 – Candidatura per la migliore promessa femminile per Camille[2]
- Premio Lumiere
  - 2020 – migliore promessa femminile per Camille[3]

## Doppiatrici italiane
Nelle versioni in italiano dei suoi lavori, Nina Meurisse è stata doppiata da:
- Alessia Amendola in Quando meno te l'aspetti, Glacé
- Chiara Francese in Una vita
- Chiara Gioncardi in Petite Maman
- Gaia Bolognesi in La storia di Souleymane